# Félix Drelon
Guillaume Félix Drelon dit Félix Drelon est un homme politique français, né le 15 mars 1861 à Clermont-Ferrand (Puy-de-Dôme) et mort le 7 février 1935 à Saint-Cloud (Hauts-de-Seine)
Docteur en droit, il est avoué à Châlons-sur-Marne. Maire de la ville de 1900 à 1906 et conseiller général de 1901 à 1919, il est député de la Marne de 1905 à 1919, inscrit au groupe de la Gauche radicale. Il est vice-président de la commission du Budget et de celle de la législation.

## Biographie
Fils de Louis Drelon, directeur des houillères de Messeix, et de Marie Joséphine Amélie Villiet, Il naquit le 15 mars 1861 à Clermont-Ferrand, au 2 rue Blatin. Il est, par sa mère, cousin germain de l'homme politique et avocat français, Georges Tixier, et cousin au 5e degré du diplomate et historien français, André Artonne, et de l'avocat et bâtonnier, Félix Chaudessolle.
Après des études classiques entamées au lycée de Clermont-Ferrand, il poursuit des études juridiques à Paris où il obtient son doctorat en droit, soutenant une thèse intitulée des donations à cause de mort entre époux.
De son mariage avec Louise Isidore Bonnomet, célébré en l'église Notre-Dame de France, à Londres, le 21 août 1891, naitront huit enfants : 
- Jeanne Yvonne (1888-1961),
- Rémi (1892-1962), Officier de la Légion d'Honneur,
- Madeleine (1893-1983) épouse de Georges Gaston Clovis Tinel,
- Germaine (1896-1973), épouse de Antoine Henri Louis Raymond Michel-Jaffard, héroïne de la Résistance locale du Pays de Fayence,
- Geneviève (1899-1982),
- Jeanne (1901-1901),
- Héloïse (1906-...),
- Denise (1908-...).

Il meurt le 7 février 1935 en son domicile situé à Saint-Cloud, au 52 rue des Tennerolles.

## Mandats de maire
Avoué près le tribunal de Châlons-sur-Marne, il envisage, à l'âge de 39 ans, de mettre au service de la collectivité ses dons d'intelligence et de travail. Il est élu maire de Châlons-sur-Marne, aux élections municipales des 6 et 13 mai 1900.
Il est réélu, à l'unanimité, aux élections municipales organisées les 1er et 8 mai 1904.
Il conserve ce mandat jusqu'en 1906, date à laquelle Alfred Damel, du Cercle Républicain, est élu à la mairie de Châlons-sur-Marne.

## Carrière de député
En vue des élections législatives du 3 décembre 1905, le congrès républicain radical, qui se tient à Châlons-sur-Marne, le dimanche 12 novembre précédent, le désigne, à l'unanimité, en sa qualité de maire de ladite commune et de conseiller général de la Marne, pour l'arrondissement de Châlons-sur-Marne, pour remplacer Léon Bourgeois, député de la Marne depuis 1888, réélu, en 1902, par 7 669 voix contre 5 215 pour Girault-Masson, et récemment élu sénateur.
La rédaction du Travailleur Normand, organe républicain de la Seine-Inférieure, de l'Eure et du Calvados, écrit, dans son édition du dimanche 19 novembre 1905, à propos de cette désignation, qu'elle ne doute pas « du succès de Monsieur Drelon dont [elle connait], depuis longtemps, la haute intelligence, l'aménité et les sentiments démocratiques ».
Reprenant le programme de Léon Bourgeois, il soutient un programme réformiste dans lequel il se déclare, tout d'abord, partisan de la loi de séparation des églises et de l'État, telle que votée, le 3 juillet précédent, à la chambre, et adversaire déterminé de toute religion ou irréligion d'État.
Sur le plan de l'enseignement, il entend faire abroger la loi Falloux du 15 mars 1850 et portant sur l'Instruction publique et souhaite voir non pas un monopole d'état, qu'il juge inutile dans la mesure où il considère qu'il n'existe pas de doctrine d'état, mais un contrôle plus rigoureux de la capacité des maîtres et des programmes d'enseignement.
Concernant les lois sociales, il considère la loi du 14 juillet 1905 sur l'assistance aux vieillards, aux infirmes et aux incurables comme une simple étape, le principe de l'assistance obligatoire devant, à son sens, être plus largement appliqué.
Il se déclare également partisan d'une décentralisation conforme aux progrès de la vie moderne et qui débuterait par la suppression des arrondissements et un nouveau groupement des départements.
Afin de faire face aux charges de la solidarité, il préconise des réformes fiscales indispensables, considérant que ces nouvelles ressources doivent être principalement demandées à l'impôt direct qui se doit d'être personnel, global et progressif, sans exemption à la base et sans limitation de la graduation au sommet.
Il précise cependant que toutes ces réformes ne peuvent être envisagées et appliquées que dans un contexte de paix digne et stable, assuré par une armée nationale forte et respectée.
Il remporte les élections législatives du 3 décembre 1905, pour l'arrondissement de Châlons-sur-Marne, par 7 939 voix contre 4 411 voix pour Girault-Masson, maire de Saint-Memmie, républicain libéral, sur 15 403 inscrits, 12 523 votants et 12 360 suffrages exprimés.
Les élections générales du 6 mai 1906 confirment ce succès et il est ainsi réélu au premier tour avec 9,519 voix sur 12,187 suffrages exprimés pratiquement sans concurrent.
Il est encore réélu, dès le premier tour, aux élections des 24 avril 1910 et 26 avril 1914.
Après avoir été vice-président de la commission du budget, il est, au cours de sa dernière législature, membre et vice-président de la commission de législation qu'il est très souvent appelé à présider.
Le suffrage du 16 novembre 1919 ne lui étant pas favorable, il décide de se retirer de la vie politique. Il officie alors en qualité d'avocat-conseil.

## Sources
- « Félix Drelon », dans le Dictionnaire des parlementaires français (1889-1940), sous la direction de Jean Jolly, PUF, 1960 [détail de l’édition]
- Reims et la Marne, almanach de la guerre, Matot, Jules, 1916 sur Gallica
- Archives départementales du Puy-de-Dôme (état-civil)
- Archives départementales de la Marne (état-civil et recensements de population)
- Archives départementales des Hauts-de-Seine (état-civil et recensements de population)
- Archives de Paris (état-civil)
- Journal 'L'Humanité', édition du 16 mai 1904
- Journal 'Le Temps', édition du 14 novembre 1905
- Journal 'Le Travailleur Normand', édition du 19 novembre 1905
- Journal 'Le Matin', édition du 4 décembre 1905
- 'Journal des débats politiques et littéraires', édition du 26 novembre 1906